# دولاو
دولاو (به آلمانی: Döhlau) یک شهر در آلمان است که در بایرن واقع شده‌است.

## خصوصیات
دولاو ۱۵٫۲۵ کیلومترمربع مساحت دارد ۵۰۰ متر بالاتر از سطح دریا واقع شده‌است.